# Onthophagus gothicus
Onthophagus gothicus är en skalbaggsart som beskrevs av Gillet 1930. Onthophagus gothicus ingår i släktet Onthophagus och familjen bladhorningar. Inga underarter finns listade i Catalogue of Life.